# Райн, Михаэль
Михаэль Райн (род. 18 мая 1964 года в Тюрингии, Восточная Германия) — немецкий музыкант, лидер группы In Extremo.
В семье он был не единственным ребенком, имел сестру и старших братьев, постоянно ходивших по рок-концертам и иногда бравших Михаэля с собой. Музыкальная карьера Райна началась довольно рано. Свой самый первый раз он побывал на сцене всего в 13 в составе группы под названием Liederjan. Потом он долго менял самодеятельные группы с одной на другую, пока, наконец, не собрал свою, именуемую № 13.
Важной вехой в его биографии стало то, что по счастливой случайности молодой 26 летний Михаэль зашёл на средневековую ярмарку, фестиваль фолк-музыки, и все происходящее там настолько зацепило его, что вся его дальнейшая карьера была посвящена музыке в стиле фолк. Именно после этой ярмарки, он стал посещать похожие мероприятия, учился играть на различных музыкальных инструментах. Через какое-то время была создана группа In Extremo, в переводе означающая «На краю», которая собственно и принесла Михаэлю известность.